# Quarber Merkur
Der Quarber Merkur ist eine von Franz Rottensteiner herausgegebene Zeitschrift für utopische und phantastische Literatur.

## Inhalt und Erscheinungsweise
Die Zeitschrift gilt im deutschsprachigen Raum als das führende Periodikum für die kritische und theoretische Auseinandersetzung mit der phantastischen Literatur. Die Beiträge befassen sich in Form von Essays und Besprechungen mit allen Formen der phantastischen Literatur, von den Klassikern der unheimlichen Erzählung wie Edgar Allan Poe und H. P. Lovecraft bis zu Science Fiction.
Anlässlich des Erscheinens der 100. Nummer wurde der Herausgeber Rottensteiner 2004 mit dem Kurd-Laßwitz-Preis ausgezeichnet.
Von 1997 bis 2009 erschien die Zeitschrift im Ersten Deutschen Fantasy Club e. V., Passau. Seit der Nr. 111 (September 2010) wird der Quarber Merkur im Verlag Lindenstruth (Gießen) fortgeführt. Im März 2025 erschien die 125. Ausgabe.

## Namensherkunft
Der Name der Zeitschrift leitet sich von Quarb, einem Ortsteil von Pernitz in Niederösterreich, ab, in dessen Umgebung Rottensteiner wohnte.